# 美岭村 (永春县)
美岭村位于福建省泉州市永春县一都镇，旧称“尾岭”，地处永春与安溪交界的莲花山西麓。美岭村原本经济落后，后来村民在村党委书记苏新添带领下，美岭走活了“建电站、修公路、办企业”三步棋，于1995年12月创建了美岭集团公司。村内有封闭式中学美岭中学。